# 科爾諾比安科山

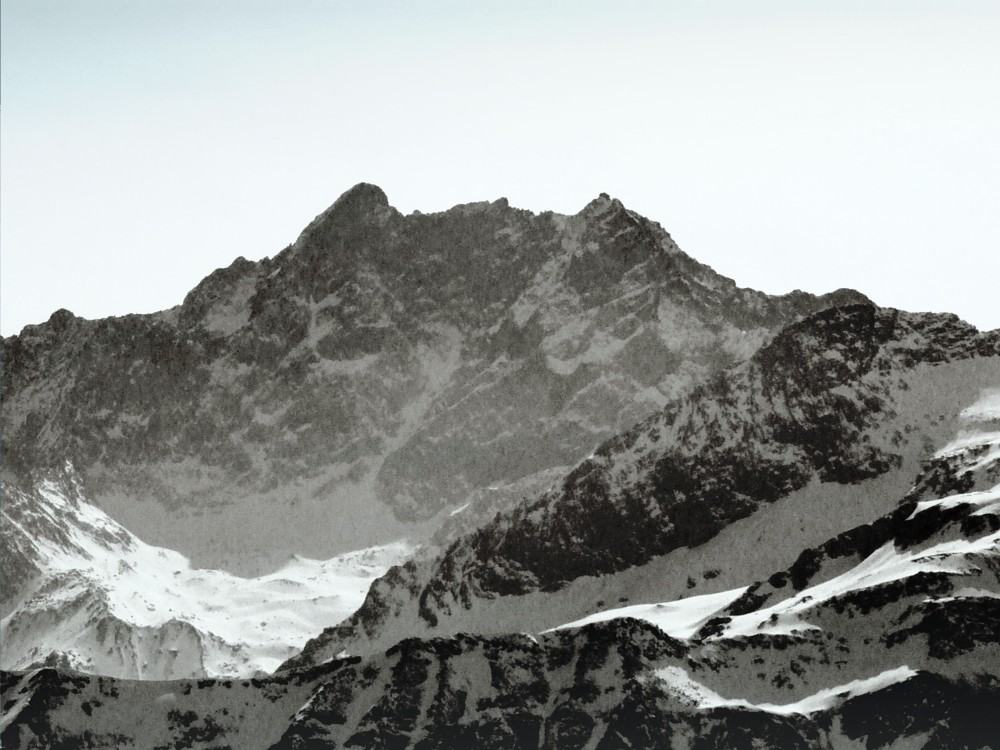

45°49′22″N 07°52′47″E / 45.82278°N 7.87972°E
科爾諾比安科山（義大利語：Corno Bianco），是意大利的山峰，位於該國西北部，由皮埃蒙特大區負責管轄，屬於本寧阿爾卑斯山脈的一部分，海拔高度3,320米，每年平均降雨量1,358毫米。